# Tilletia kimberleyensis
Tilletia kimberleyensis är en svampart som beskrevs av Vánky & R.G. Shivas 2001. Tilletia kimberleyensis ingår i släktet Tilletia och familjen Tilletiaceae.   Inga underarter finns listade i Catalogue of Life.